# Mihaela Fera
Mihaela „Miki“ Fera  (* 6. August 1970 in Hermannstadt) ist eine ehemalige rumänische Skirennläuferin.

## Karriere
Mihaela Fera startete 1987 bei der Junioren-Weltmeisterschaft in Schweden, wo sie 29. im Riesenslalom wurde. Bei der Junioren-Weltmeisterschaft 1988 in Italien war sie 14. in der Kombination und 20. im Slalom. Kurz danach nahm sie an den Olympischen Winterspielen in Calgary teil. Dort erreichte sie in der Kombination den 21. und im Super G den 34. Platz.
Bei den Olympischen Winterspielen 1992 in Albertville startete Fera in allen Disziplinen. Ihre besten Resultate erreichte sie im Slalom und in der Abfahrt, wo sie jeweils 28. wurde. 1994 nahm Fera an ihren dritten Olympischen Spielen teil. In Lillehammer erreichte sie den 20. Platz in der Kombination. 1996 wurde sie beim FIS-Rennen in Stowe (USA) sechste im Slalom.
Nach ihrer aktiven Karriere zog Fera in die Vereinigten Staaten und wurde Skilehrerin.

## Erfolge

### Olympische Winterspiele
- Albertville 1992: 28. Abfahrt, 28. Riesenslalom, 29. Slalom
- Lillehammer 1994: 36. Abfahrt, 39. Super-G

### Juniorenweltmeisterschaften
- Sälen 1987: 29. Riesenslalom
- Madonna di Campiglio 1987: 14. Kombination, 20. Slalom, 35. Super-G, 35. Riesenslalom, 40. Abfahrt